# Xavier Villaurrutia
Xavier Villaurrutia y González, né le 27 mars 1903 et mort le 31 décembre 1950 dans la même ville, est un poète et dramaturge mexicain, connus pour ses courtes pièces de théâtre, appelées Autos profanos, recueillies dans Poesía y teatro completos publié en 1953.

## Biographie
Xavier Villaurrutia naît à Mexico en 1903. Il fait ses études à la Escuela Nacional Preparatoria et à la Escuela de Jurisprudencia. Il décide de consacrer sa vie à l'écriture.
En 1928, il rejoint le groupe de Los Contemporáneos. En 1935, il reçoit une bourse pour étudier le théâtre à l'université Yale. Il revient au Mexique en 1937, et commence à travailler pour le journal Letras de Mexico.
Avec son ami Salvador Novo, il fonde le magazine Ulises en 1927.

## Œuvre
Les œuvres majeures de Villaurrutia comprennent ses écrits poétiques, dont les premiers recueils sont Reflejos en 1926 et Nocturnos en 1933. Son écriture devient plus sombre avec Nostalgia de la muerte en 1938 (Nostalgie de la mort, traduit par Jacques Ancet, José Corti, 1991), et Décima muerte en 1941. Le thème de la mort devient déterminant dans sa pièce Invitación a la muerte (1941), qu'un universitaire[Lequel ?] dit influencé par le Hamlet de Shakespeare.

## Hommages
Le prix Xavier-Villaurrutia a été fondé en 1955. Il est devenu l'un des principaux prix littéraires du Mexique.
Une salle du Musée d'art moderne de Mexico porte son nom.